# فصيصات الكبد
في علم الأنسجة ( التشريح المجهري)، فصيصات الكبد (بالإنجليزية: Lobules of liver or Hepatic lobules)‏، هي أقسام صغيرة من الكبد تُحدد مجهرياً. الفصيص الكبدي هو أحد وحدات بناء أنسجة الكبد، ويتكون من ثالوث بابي وخلايا كبدية مرتبة في حبال خطية بين شبكة من الشعيرات الدموية ووريد مركزي كبدي.
تختلف الفصيصات عن الفصوص الكبدية: أنها الأقسام الأصغر للفصوص. يمكن رؤية البنية الدقيقة ثنائية الأبعاد للكبد من وجهات نظر مختلفة: 
| الاسم            | الشكل | آلية التقسيم             |
| الفصيص الكلاسيكي | سداسي الشكل؛ مقسم إلى أجزاء مركزية فصيصية متحدة المركز، ومنطقة متوسطة وحيز حول بابي                                                    | تشريحياً                  |
| الفصيص البابي    | مثلث الشكل؛ متمركز حول الثالوث البابي                                                                                                  | حسب إفراز الصفراء        |
| العنبية          | بيضاوية الشكل أو ألماسية الشكل؛ مقسم إلى المنطقة الأولى (حول بوابية)، والمنطقة الثانية (منطقة انتقالية)، والمنطقة الثالثة (حول المركز) | حسب تدفق الدم والاستقلاب |

يشير مصطلح "الفصيص الكبدي"، عادةً إلى الفصيص الكلاسيكي.

## البنية

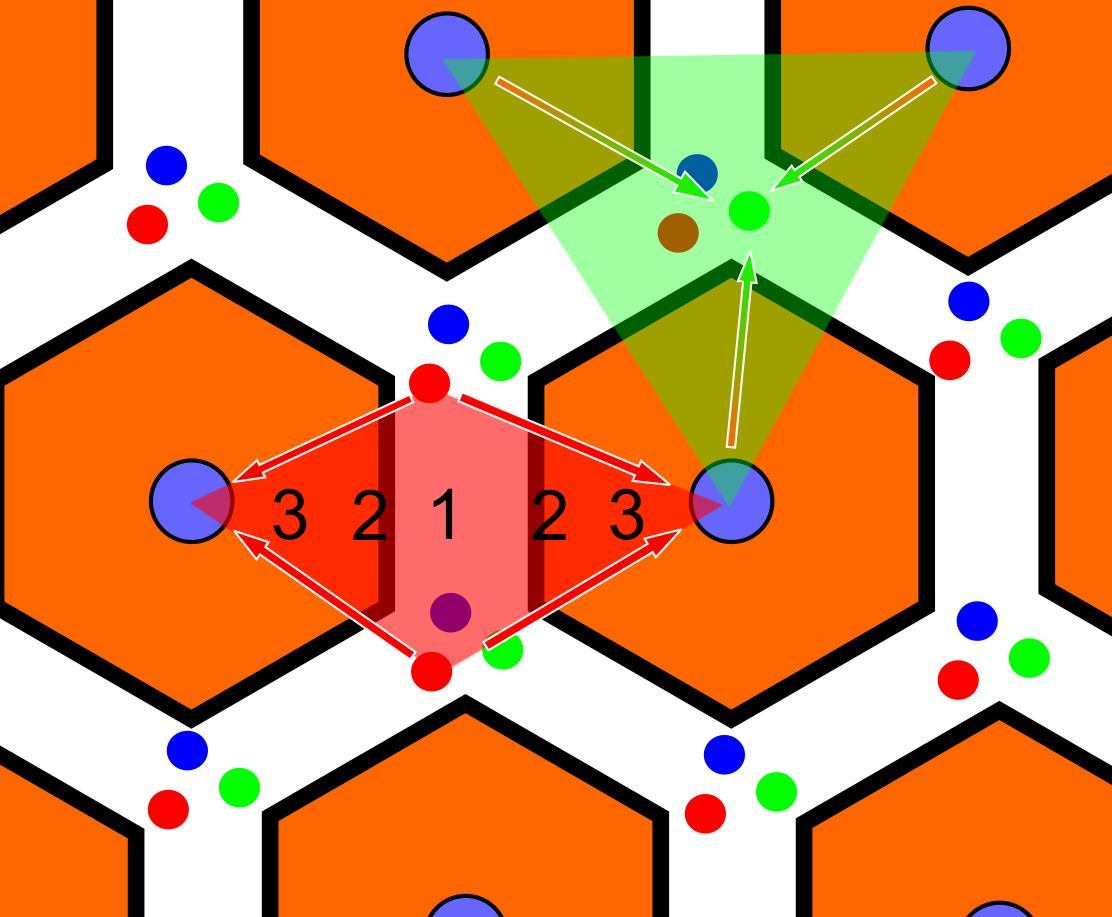
رُقِّمت مناطق الأكسجة داخل العنيبة ألماسية الشكل (باللون الأحمر). المنطقة الثالثة هي الأقرب إلى الوريد المركزي والمنطقة الأولى هي الأقرب إلى الثالوث البابي

يمكن وصف الفصيص الكبدي بمصطلح "المناطق" الاستقلابية، والتي تصف العنيبة الكبدية (العنيبة الطرفية). تتركز كل منطقة على الخط الذي يربط بين اثنان من الثالوث البابي ويمتد إلى الخارج نحو الوريدين المركزيين المجاورين. المنطقة حول البوابية الأولى هي الأقرب إلى التغذية الوعائية الداخلية وتتلقى أكبر قدر من الدم المؤكسد، مما يجعلها الأقل حساسية للإصابة الإقفارية بينما تجعلها أكثر عرضة للإصابة بالتهاب الكبد الفيروسي. وعلى العكس من ذلك، فإن المنطقة المركزية الفصيصية الثالثة لديها تغذية أقل بالأكسجين، وتتأثر أكثر عند حدوث إقفار.

### الثالوث البابي
الثالوث البابي (بالإنجليزية: Portal triad)‏ (يُعرف أيضاً باسم القناة البوابية، المنطقة البوابية، أو القناة البابية) يوجد داخل الفصيصات. وهو يتكون من البنى الخمسة التالية:
- فرع شُرَيني من الشريان الكبدي الذي يؤمّن الأكسجين.
- فرع وُرَيدي من الوريد البابي، يكون الدم فيه غنياً بالمغذيات ولكنه منخفض الأكسجين.
- واحدة أو اثنتين من القنوات الصفراوية الصغيرة المكونة من الخلايا الظهارية المكعبة، وهي فروع من النظام التوصيلي الصفراوي.
- أوعية لمفاوية.
- فرع من العصب المبهم.

كان الاسم الخاطئ "الثالوث البابي" يشمل فقط البنى الثلاثة الأولى السابقة فقط، وسُمي قبل اكتشاف الأوعية اللمفاوية في بنيته.

في الثالوث البوابي الصغير، تقع الأوعية الأربعة في شبكة من النسيج الضام وتحيط بها الخلايا الكبدية من جميع الجوانب. تسمى حلقة الخلايا الكبدية المجاورة للنسيج الضام للثالوث البابي بالصفيحة المحددة حول البوابية .

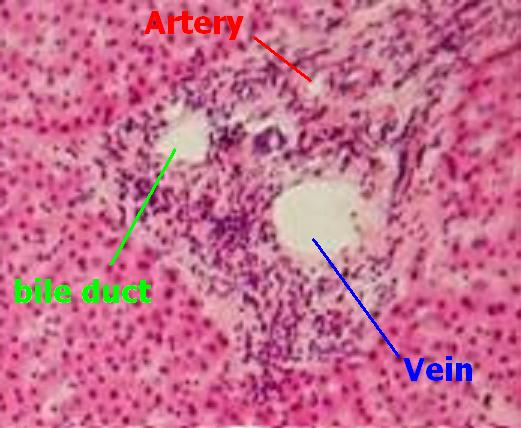
الثالوث البابي
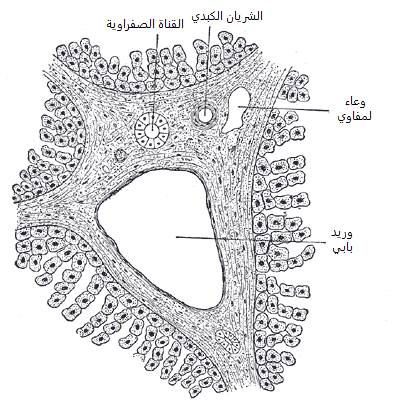
رسم تخطيطي للقناة البوابية (الثالوث البابي)
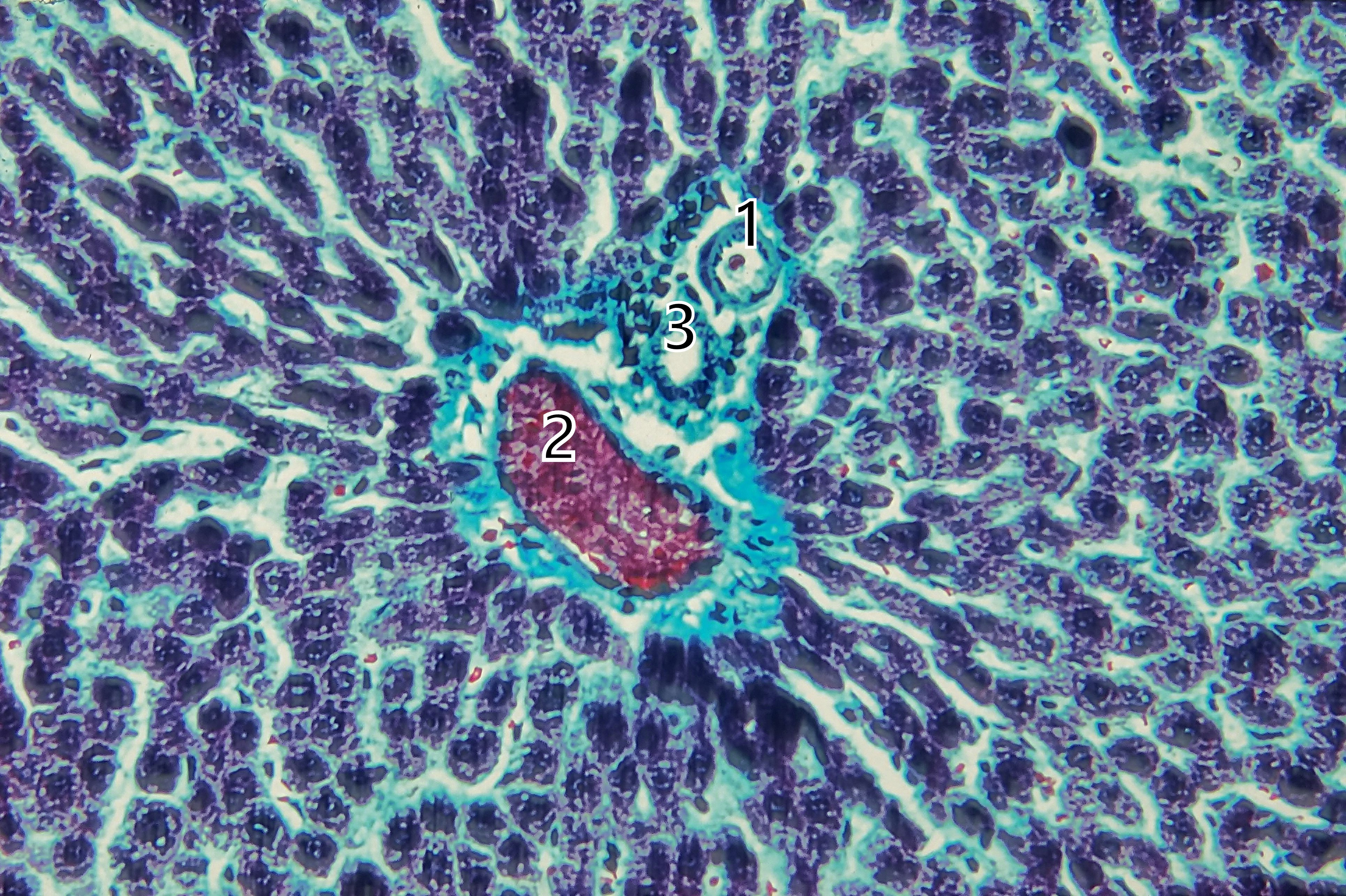
الثالوث البابي لكبد جرذ، 1 فرع من الشريان الكبدي، 2 فرع من الوريد البابي، 3 قناة صفراوية
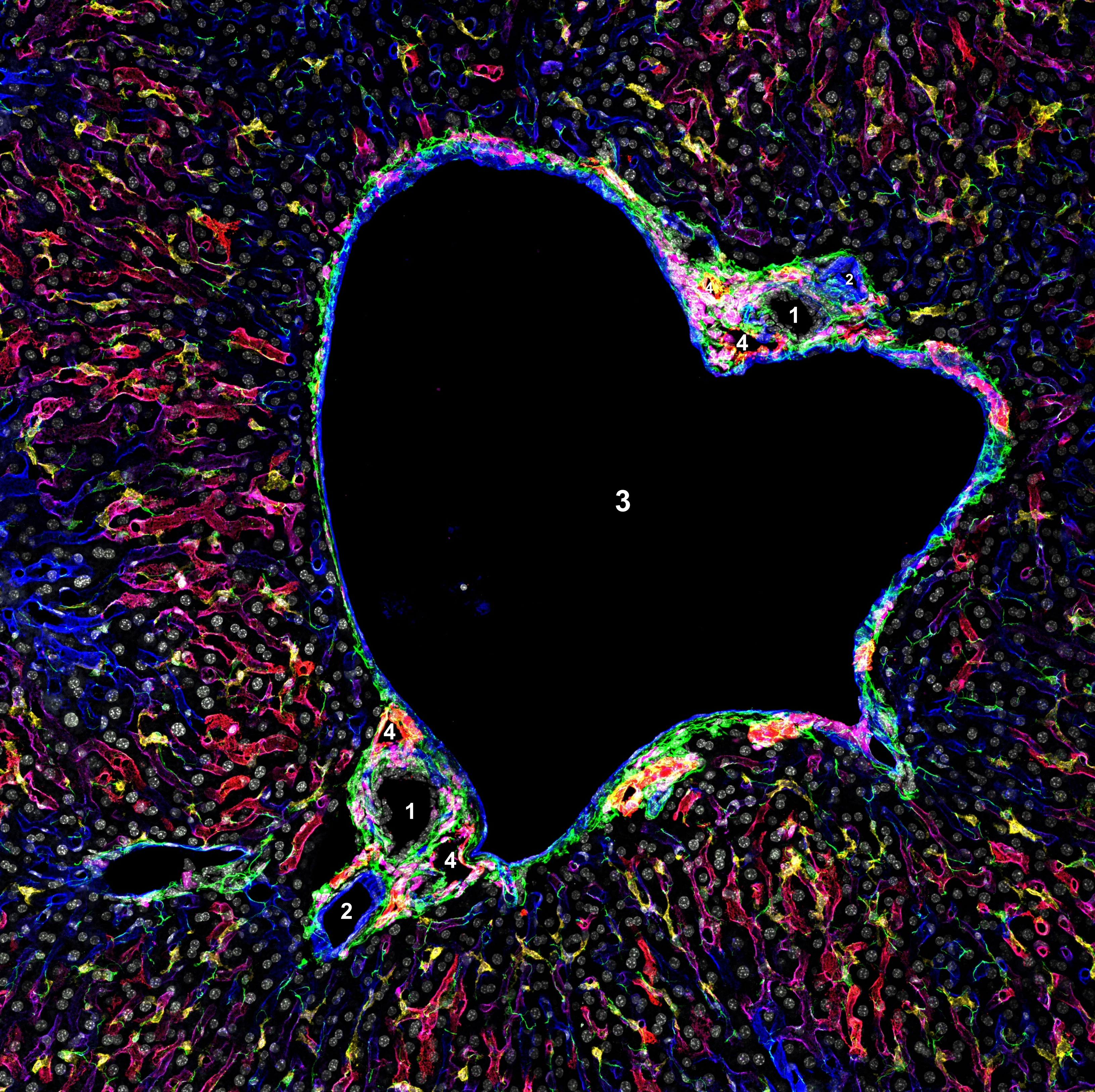
الثالوث البابي لكبد فأر. 1 قناة صفراوية، 2 فرع من الشريان الكبدي، 3 فرع من وريد الباب، 4 أوعية لمفاوية

### الحيز حول البابي
الحيز حول البابي (باللاتينية: spatium periportale)‏، أو حيز مول (بالإنجليزية: Space of Mall)‏، هو حيز بين لحمة القناة البوابية والخلايا الكبدية الخارجية في الفصيص الكبدي، ويُعتقد أنها أحد المواقع التي ينشأ فيها اللمف في الكبد.
يُصرَّف السائل (بلازما الدم المتبقية) الذي لا تقبطه الخلايا الكبدية عبر الحيز حول البابي، ويُمتص بواسطة الأوعية اللمفاوية التي تصاحب مكونات الثالوث البابي الأخرى.

## الوظيفة
تختلف المناطق حسب الوظيفة:
- تتخصص الخلايا الكبدية في المنطقة الأولى بوظائف الكبد المؤكسدة مثل تكوين الجلوكوز وأكسدة الأحماض الدهنية واصطناع الكوليسترول.
- تعتبر خلايا المنطقة الثالثة أكثر أهمية لتحلل الجلوكوز، وتكوين الدهون، وإزالة السموم من الأدوية المعتمدة على السيتوكروم بي-450.[12] ينعكس هذا التخصص نسيجياً، حيث تحوي خلايا المنطقة الثالثة لإزالة السموم على أعلى تركيز من سيتوكروم 2إي1 وبالتالي فهي الأكثر حساسية لإنتاج NAPQI في حالة التسمم بالباراسيتامول.[13]

تتضمن أنماط الإصابة المناطق الأخرى ترسب الهيموسيديرين في المنطقة الأولى في داء ترسب الأصبغة الدموية ونخر المنطقة الثانية في الحمى الصفراء.

## الأهمية السريرية
التليف الجسري، وهو نوع من التليف يظهر في العديد من إصابات الكبد، إذ يمتد التليف من الوريد المركزي إلى الثالوث البابي.

## روابط خارجية
- علم الأنسجة في siumed.edu
- علم الأنسجة في okstate.edu
- مادة علم الأنسجة في جامعة إلينوي في إربانا-شامبين 923